# Federația Danubiană

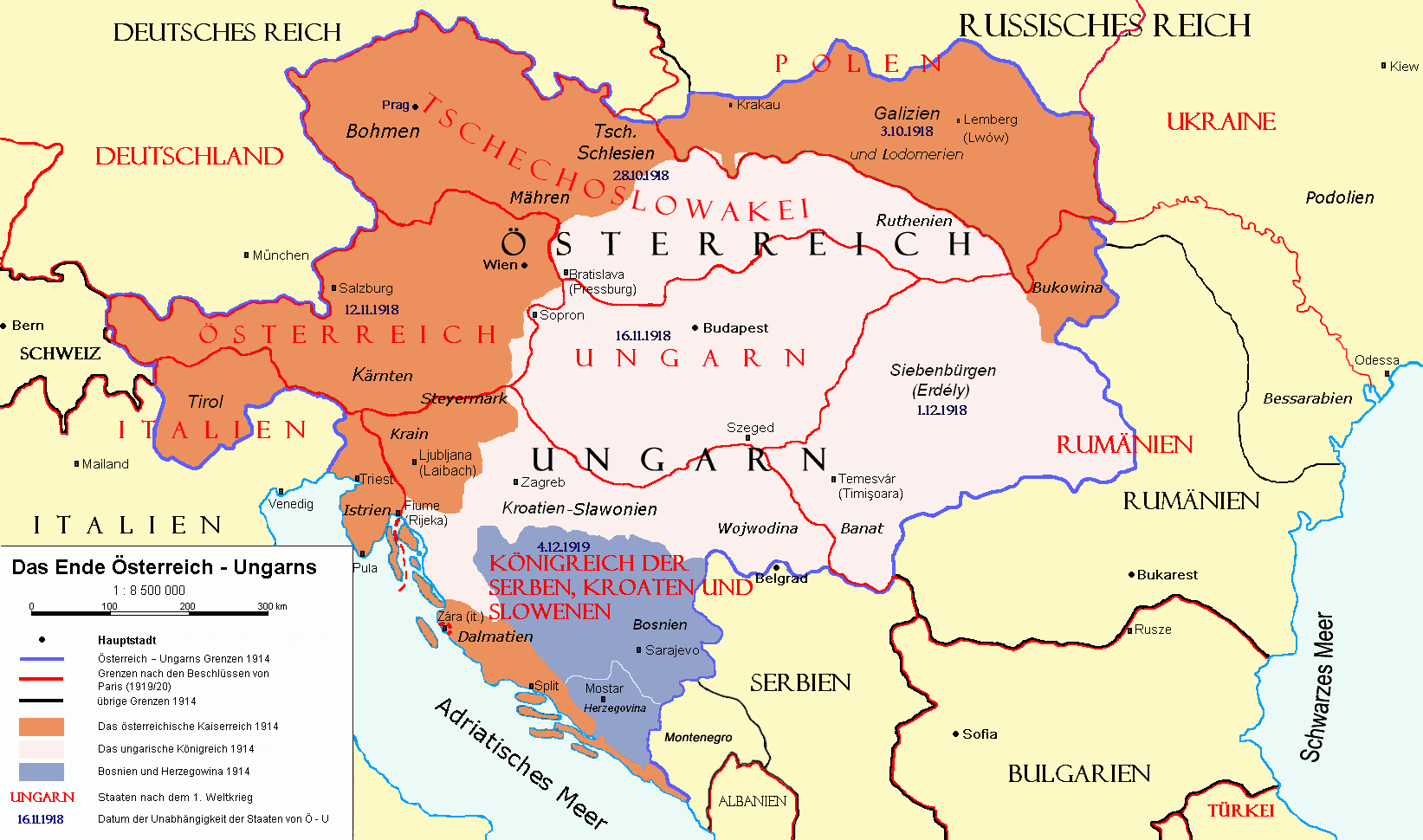
Împărțirea Monarhiei Austro-Ungare conform cu acordurile de la Paris după Primul Război Mondial

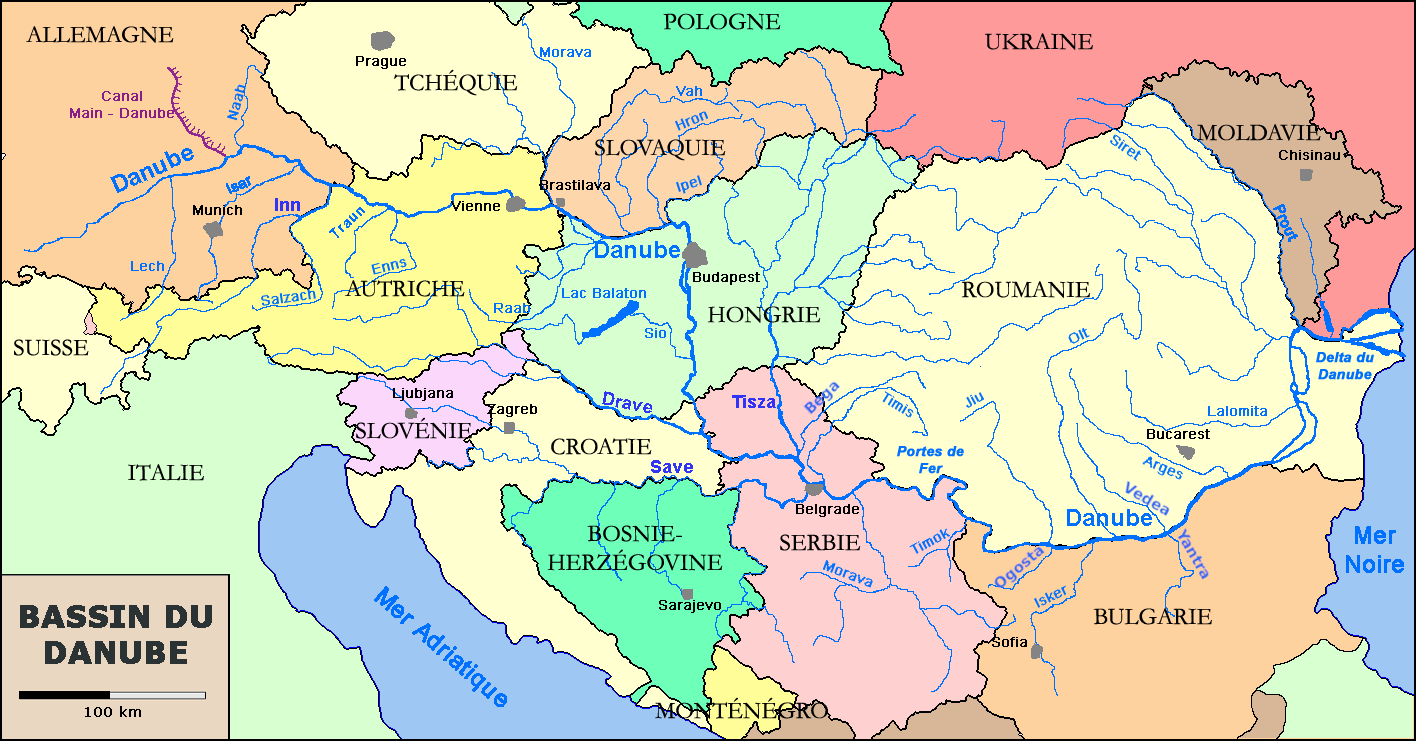
Bazinul hidrografic al Dunării și granițele politice în secolul XXI

Conceptul de Federație Danubiană a reprezentat o serie de idei sau proiecte politice europene de organizare a unor state din ariile geografice ale Europei Centrale și din Peninsula Balcanică, aflate în bazinul Dunării. Rațiunea existenței unor asemenea proiecte a fost reprezentată de promovarea cooperării economice în bazinul dunărean și de realizarea fie a unei uniuni vamale între statele implicate, fie a unei structuri statale federative sau confederative.
Sub varii nume, proiectele au luat naștere în perioada secolului XIX și a primei jumătăți a secolului XX și s-au asociat cu numele unor factori de decizie precum Tayllerand, Lajos Kossuth, sau André Tardieu, centrându-se pe ideea creării și existenței unui factor de putere geostrategică și economică în Europa, care să reprezinte o contrapondere în primul rând pentru Rusia, dar și pentru Germania, ori să limiteze implicarea Imperiului Otoman în Peninsula Balcanică.

## Începuturile ideii federaliste
Primul care a intenționat să se ocupe de organizarea federalã a regiunii Dunãrii a fost Napoleon I care a dorit un proiect pur politic, pentru a stăvili expansiunea rusă. Conform acestuia, Confederația Dunării ar fi cuprins Moldova, Țara Românească și Serbia, urmând ca acestora să li se unească ulterior Bulgaria.
În 1826, boierul moldovean Nicolae Roznovanu a formulat un proiect menit să reunească popoarele slave din Imperiul Otoman într-o „confederație a Dunării“ sau într-un „Regat al Daciei“ sub influență rusă. Granița vestică a acestei confederații ar fi fost limitată de Italia și formațiunea statatală respectivă ar fi putut fi un factor de promovare al intereselor Imperiului Rus față de Imperiul Austriac sau Franța.
Printre cei care au preconizat în epocă o confederație danubiană care să dea satisfacție naționalităților, au fost și autori din Italia (Cesare Balbo) preocupați de soarta conaționalilor din Imperiul Austriac, Anglia (David Urquhart), Imperiul German (Friedrich List), Imperiul Austriac (Viktor von Andrian Werburg).

## Revoluția de la 1848
Ideea federalizării în regiunea Dunării a găsit suport în persoana revoluționarului Lajos Kossuth.
Unii revoluționarii pașoptiști au gândit în exil planuri federliste. Astfel, Nicolae Bălcescu a eleborat un proiect intitulat Staturile Unite ale Dunării, iar Dimitrie Brătianu s-a dovedit a fi un militant activ pentru propagarea și susținerea ideii federaliste.

## Sfârșitul Primului Război Mondial
Sub numele de Confederația Dunăreană sau de Blocul danubian unificat proiectul a renăscut la începutul perioadei interbelice și a fost susținut de Franța, fiind destinat să fie sub protecția și influența ei. Proiectul a urmărit să promoveze cooperarea economică și înlăturarea barierelor vamale în cadrul fostului spațiu austro-ungar, structura statală care ar fi apărut eventual urmând să înlocuiască Austro-Ungaria.

## Planul Tardieu
Planul Tardieu a fost un plan de reorganizare regională a Europei Centrale lansat în 1932 de André Tardieu. În prima fază a exclus de la discuțiile prealabile statele direct interesate de subiect, prin consultări numai între Franța, Marea Britanie și Italia. De asemenea, a exclus Bulgaria și a inclus doar cinci dintre țările danubiene. Proiectul a fost perceput ca având scopuri electorale și propagandistice.
Datorită lipsei de interes a marilor puteri de a stabilizaa situația regională și a contradicției dintre acestea, planul nu a avut succes, eșecul său fiind consemnat la Conferința de la Londra din 6-8 aprilie 1932. Cea mai mare opoziție a venit din partea Germaniei, care a susținut necesitatea unor tratate preferențiale bilaterale. La aceeași conferință alte variante contradictorii de organizare a bazinului Dunării, marcate de interesele naționale, au fost susținute de italieni și francezi. În timp ce primii au cerut extensia cercului danubian, francezii au considerat că le revine datoria de a indica ce trebuie și ce nu trebuie făcut.

## Al Doilea Război Mondial
Sfârșitul războiului a pus capăt discuțiilor pentru crearea unei suprastructuri dunărene de tip confederativ, guvernată de un set comun de reguli și norme.
Problema reorganizării acestui spațiu conform unui set de reguli generale unanim acceptate, a revenit în actualitate doar după integrarea României și Bulgariei în anul 2007 în Uniunea Europeană.